# 위르겐 마르쿠스
위르겐 마르쿠스(독일어: Jürgen Marcus, 1948년 6월 6일~2018년 5월 17일)는 독일의 슐라거 가수이다.